# Prasium majus
Prasium es un género monotípico de plantas con flores perteneciente a la familia Lamiaceae. Su única especie es el prasio (Prasium majus). 

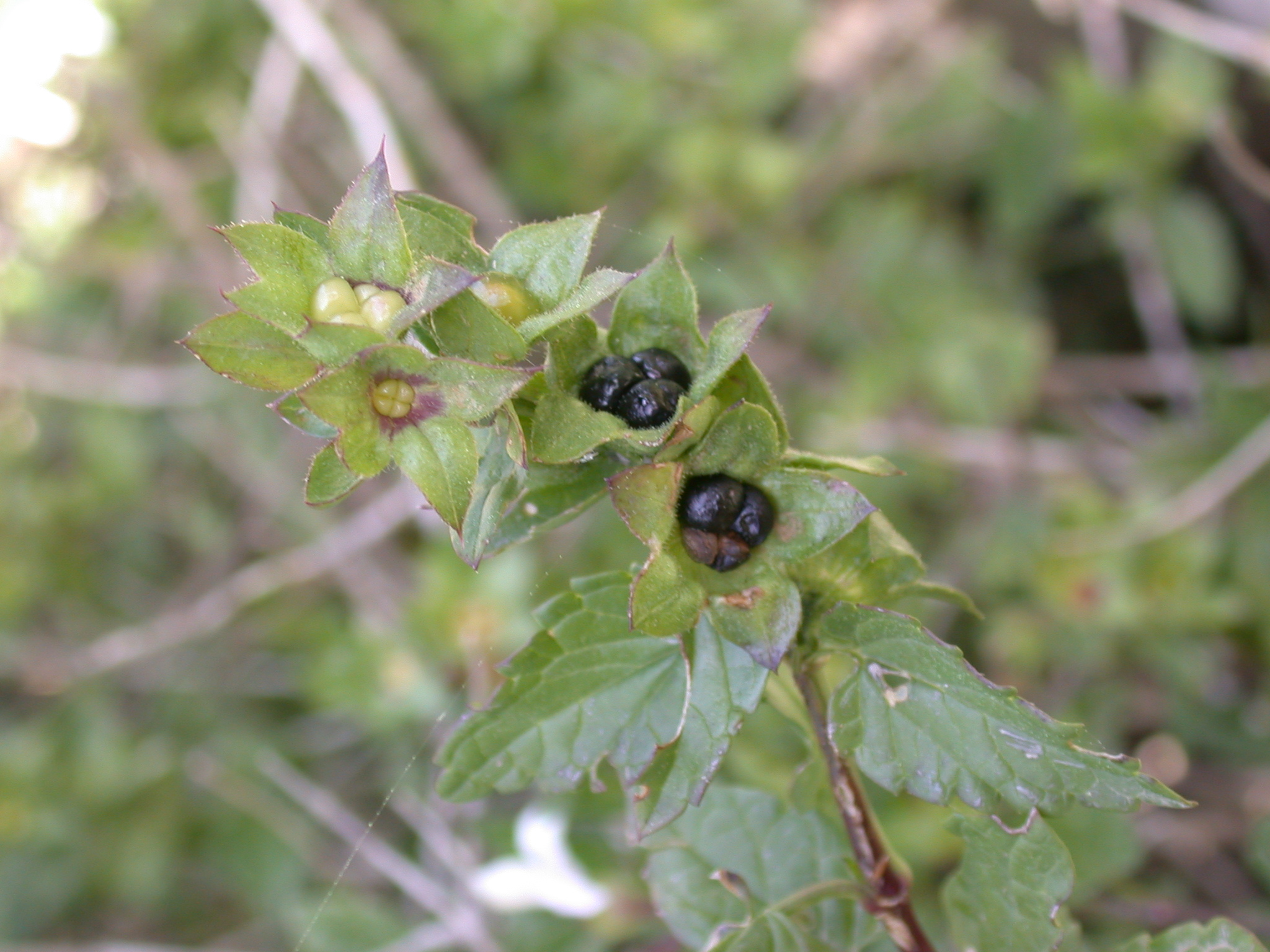
Frutos

## Descripción
Es un arbustillo erguido o lianescente, hermafrodita con tallos sarmentosos de hasta 1.5 m de longitud. Tallos y ramas más viejos con corteza pardo-grisácea. Ramas jóvenes estriadas longitudinalmente, verdes, glabras o glabrescentes. 
Hojas opuestas, ovadas, obtusas o agudas, con la base redondeada o más frecuentemente acorazonadas, pecioladas, con el margen crenado, glabrescentes y verdes por las dos caras. 
Inflorescencia axilar en racimos, a veces con bastantes hojas. Flores solitarias, en parejas o raramente en grupitos de 3. Cáliz con 5 lóbulos subiguales, triangular-lanceolados, verde. Corola blanco-rosácea, bilabiada, el labio superior en forma de casco entero o dividido en la cima en 2 pequeños lóbulos, el inferior con 3 lóbulos bien marcados, de los cuales el central es el mayor. Estambres 4, bajo el labio superior. 
El fruto está compuesto por unas núculas negras, trigonas, encerradas en el interior del cáliz acrescente. Floración desde finales de invierno  y fructificación en primavera y verano.

## Distribución y hábitat
El área de distribución nativa de esta especie se extiende desde Macaronesia hasta el Mediterráneo (donde tiene una amplia distribución, especialmente en el norte de África). Crece principalmente en el bioma subtropical.
En las zonas secas aparece en lugares umbríos y húmedos de los roquedos.
Se desarrolla en bosques, matorrales, roquedos, siempre con cierta humedad edáfica o ambiental.

## Taxonomía
El género fue descrito por Carlos Linneo y publicado en Species Plantarum 2: 601, en 1753.
La única especie Prasium majus fue descrita por el mismo autor en la misma publicación.

#### Etimología
Prasium: nombre antiguo proveniente del vocablo griego πράσιον (prásion); "marrubio", utilizado por Plinio el Viejo para denominar a la especie Marrubium vulgare, pero transferido a esta planta, probablemente en referencia a sus similitudes.
majus: epíteto latino que significa "el más grande".

## Nombres comunes
- Castellano: chugal, prasio.[3][9]

## Usos
De importancia en la medicina tradicional como remedio calmante y sedante. Tiene alrededor de 8 compuestos a los que se le atribuye su potencial de bioactividad.